# Neorhaucus aurolineatus
Neorhaucus aurolineatus is een hooiwagen uit de familie Cosmetidae.